# Vert-le-Grand
Vert-le-Grand là một xã ở tỉnh Essonne trong vùng Île-de-France nước Pháp
Theo điều tra dân số năm 1999, dân số xã này là 1.911.
Danh xưng cư dân địa phương Vert-le-Grand trong tiếng Pháp là Grandvertois.